# La Possession
Pour les articles homonymes, voir La Possession (homonymie).
La Possession est une commune française, située dans le département et région de La Réunion.
Ses habitants sont appelés les Possessionnais.

## Géographie

### Localisation
Les communes du Port, de Saint-Denis, de Saint-Paul et de Salazie sont limitrophes de La Possession.
Le territoire communal recouvre une grande partie du cirque de Mafate et son point culminant se trouve tout près du sommet du Gros Morne.

## Urbanisme

### Typologie
La Possession est une commune urbaine, car elle fait partie des communes denses ou de densité intermédiaire, au sens de la grille communale de densité de l'Insee,,,. Elle appartient à l'unité urbaine de Saint-Paul, une agglomération intra-départementale regroupant 3 communes et 176 280 habitants en 2022, dont elle est une commune de la banlieue,.
Par ailleurs la commune fait partie de l'aire d'attraction de Saint-Denis, dont elle est une commune de la couronne. Cette aire, qui regroupe 6 communes, est catégorisée dans les aires de 200 000 habitants à moins de 700 000 habitants,.
La commune, bordée par l'océan Indien au nord-ouest, est également une commune littorale au sens de la loi du 3 janvier 1986, dite loi littoral. Des dispositions spécifiques d’urbanisme s’y appliquent dès lors afin de préserver les espaces naturels, les sites, les paysages et l’équilibre écologique du littoral, par exemple le principe d'inconstructibilité, en dehors des espaces urbanisés, sur la bande littorale des 100 mètres, ou plus si le plan local d’urbanisme le prévoit,.

## Histoire
La baie de la Possession a été colonisée depuis 1675 par Jean Marquet (une ravine a été nommée après lui).
Une première concession a été attribuée en 1699 à un Portugais des Indes, Texer de Mota, qui planta de la canne à sucre sur une grande partie de la commune actuelle, allant de la Ravine à Marquet à la Ravine à Malheur.
À la Rivière des Galets, une concession a été attribuée au Dr Rivière vers 1797.
En mai 1831 pour l'Ascension, Pierre Dalmond, le vicaire de la paroisse de Saint-Paul dont elle dépend, préside, dans une « chapelle improvisée », la cérémonie d'une Première communion d'enfants qu'il a préparé. Une chapelle est construite dès 1833, elle est remplacée plus tard par une église.
Le village, faisant partie de la commune de Saint-Paul, devient section particulière en 1834.

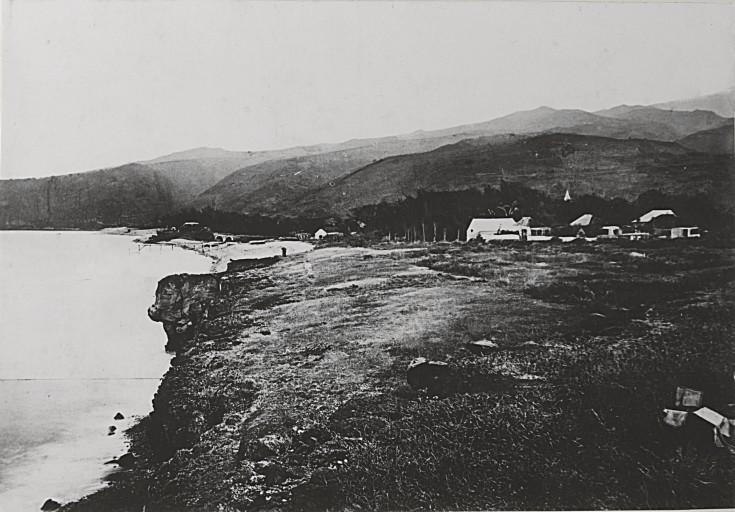
Le quartier de La Possession en 1889, à la veille de sa transformation en commune.

### 1872: le contexte de la naissance de la commune
Autour de 1872, les habitants de la Possession revendiquent l’érection en commune de leur localité. Cette revendication prend la forme d’une pétition adressée au Gouverneur. L’argumentaire développé peut être résumé en deux éléments :
- Premièrement, la Possession bénéficie de tous les éléments pouvant lui permettre d’assurer sa propre gestion. En effet, elle bénéficie de la présence d’un « adjoint spécial », « d’un bureau d’état-civil », « d’une église, une école des frères, une école des sœurs, une police, une gendarmerie, un cimetière ». Des industries telles que des « sucreries, minoterie, boulangerie, batelage» sont installées sur son sol.
- Le deuxième argument est d’ordre financier. La Possession supporte des charges fiscales trop importantes en versant à Saint-Paul « une somme d’impôt double des dépenses que la mère commune fait pour elle. » Le conseil municipal saint-paulois adopte à l’unanimité moins deux voix (celle des représentants de la Possession) l’érection de la Possession «en commune séparée de la municipalité de Saint-Paul ». Cette demande n’aboutira pas immédiatement.

### 1884: un cadre administratif favorable à la naissance d’une nouvelle commune
Une deuxième pétition est adressée au conseil général le 1er novembre 1881. On retrouve trace dans les délibérations des conseils municipaux de Saint-Paul en 1882, de cette nouvelle demande. Le gouverneur ordonne alors une enquête «de commodo et incommodo» destinée à examiner les facteurs favorables et défavorables à la réalisation du souhait des habitants. L’enquête est examinée en mai 1883 par le conseil général et rapporté dans sa séance du 26 août 1884. La loi du 5 avril 1884 qui réorganise l’administration municipale dans les colonies et les mesures administratives concernant la création de communes vient perturber le déroulement de la procédure. Cette loi est proclamée le 30 mai 1884 par le gouverneur Cuinier. L’article 3 précise la démarche administrative concernant les changements de statut d’une commune : « Toutes les fois qu’il s’agit de transférer le chef-lieu d’une commune, de réunir plusieurs communes en une seule, ou de distraire une section d’une commune, soit pour la réunir à une autre, soit pour l’ériger en commune séparée, le préfet prescrit dans les communes intéressées une enquête sur le projet en lui-même et sur ses conditions. Le préfet devra ordonner cette enquête lorsqu’il aura été saisi d’une demande à cet effet, soit par le conseil municipal de l’une des communes intéressées, soit par le tiers des électeurs inscrits de la commune ou de la section en question. Après cette enquête, les conseils municipaux et les conseils d’arrondissement donnent leur avis, et la proposition est soumise au conseil général. » Le point central de cette loi est l’article 5 : « Il ne peut être procédé à l’érection d’une commune nouvelle qu’en vertu d’une loi, après avis du conseil général et du Conseil d’État ».

### 1890: la création de la commune
Il faut alors attendre septembre 1887 pour que l’affaire soit de nouveau présentée au conseil général. Le rapporteur de la séance résumant alors le contenu de la lettre des pétitionnaires déclare que « […] la situation faite aux habitants de la Possession […] est intolérable.» La loi d’avril 1884 évoquée plus haut ayant réorganisé l’administration communale a supprimé l’« agence municipale» de la Possession ». Ce qui oblige les habitants à « […] aller à Saint-Paul et de faire près de 30 km pour toutes les formalités relatives aux actes de l’état-civil : décès - naissance - mariage ». L’Administration à la lumière de la nouvelle loi, considérant que toutes les mesures administratives pour la création d’une commune ont été établies avant 1884 va alors favoriser cette demande et la Possession devient commune par la loi du 14 août 1890. La Pointe des Galets passe alors sous l’administration de la Possession.

### 1895: Détachement du Port
Détachement de la Pointe des Galets qui devient la commune du Port

### 1976: la liaison avec Saint-Denis
5 mars 1976 : Livraison de la route du Littoral, qui relie la commune à Saint-Denis.

### 2004: sauver un lieu de mémoire du peuplement
La limite communale qui sépare Saint-Denis de la Possession se trouve à la Grande-Chaloupe, espace sur lequel se trouve un des Lazarets construit pour l'accueil des populations migrantes dans le cadre de l'engagisme. La commune participe depuis 2004 à la restauration du Lazaret 1, opération qui a pris la forme d'un chantier d'insertion confié à l'association CAP Insertion (association de La Possession) et à CHAM, sous la conduite du conseil général de La Réunion. Cette opération, qui est toujours en cours à ce jour, permet aux participants de se former aux techniques traditionnelles de construction et de restauration, permettant ainsi de mêler histoire et insertion professionnelle.

## Politique et administration

### Liste des maires
Comme Le Port, La Possession a quitté la communauté de communes préfigurant l'actuelle communauté Intercommunale des Villes Solidaires. Elles ont rejoint avant 2001 la communauté de communes de la Côte Ouest, qui a évolué en communauté d'agglomération en 2002, devenant le territoire de la Côte Ouest. En 2010, la commune de La Possession a été récompensée par le label « Ville Internet @@@ ».

### Jumelages
- Port-Louis (Maurice) depuis 1979.
- Villeneuve-d'Ascq (France) depuis 1989.
- Antanifotsy (Madagascar) depuis le 12 avril 1995.
- Ouani-Barakani (Comores) depuis 2004.
- Victoria (Seychelles) depuis 2014.

## Démographie
L'évolution du nombre d'habitants est connue à travers les recensements de la population effectués dans la commune depuis 1961, premier recensement postérieur à la départementalisation de 1946. À partir de 2006, les populations de référence des communes sont publiées annuellement par l'Insee. Le recensement repose désormais sur une collecte d'information annuelle, concernant successivement tous les territoires communaux au cours d'une période de cinq ans. Pour les communes de plus de 10 000 habitants les recensements ont lieu chaque année à la suite d'une enquête par sondage auprès d'un échantillon d'adresses représentant 8 % de leurs logements, contrairement aux autres communes qui ont un recensement réel tous les cinq ans,.

En 2022, la commune comptait 36 390 habitants, en évolution de +10,36 % par rapport à 2016 (La Réunion : +3,33 %, France hors Mayotte : +2,11 %).
| 1961  | 1967  | 1974   | 1982   | 1990   | 1999   | 2006   | 2011   | 2016   |
| ----- | ----- | ------ | ------ | ------ | ------ | ------ | ------ | ------ |
| 6 783 | 7 626 | 10 112 | 11 002 | 15 614 | 21 904 | 26 242 | 30 911 | 32 973 |

| 2021   | 2022   | - | - | - | - | - | - | - |
| ------ | ------ | - | - | - | - | - | - | - |
| 35 245 | 36 390 | - | - | - | - | - | - | - |

## Infrastructures
Centrale thermique du Port-Est.

### Enseignement
Il y a trois collèges et un lycée dans la commune :
- Le collège Jean-Albany, qui comptait 1 130 élèves à la rentrée 2005.
- Le collège Texeira-da-Motta.
- Le collège R.-Verges, qui comptait 740 élèves à la rentrée 2005.
- Le lycée Moulin-Joli, qui comptait 1060 élèves à la rentrée 2006.

### Espace naturel

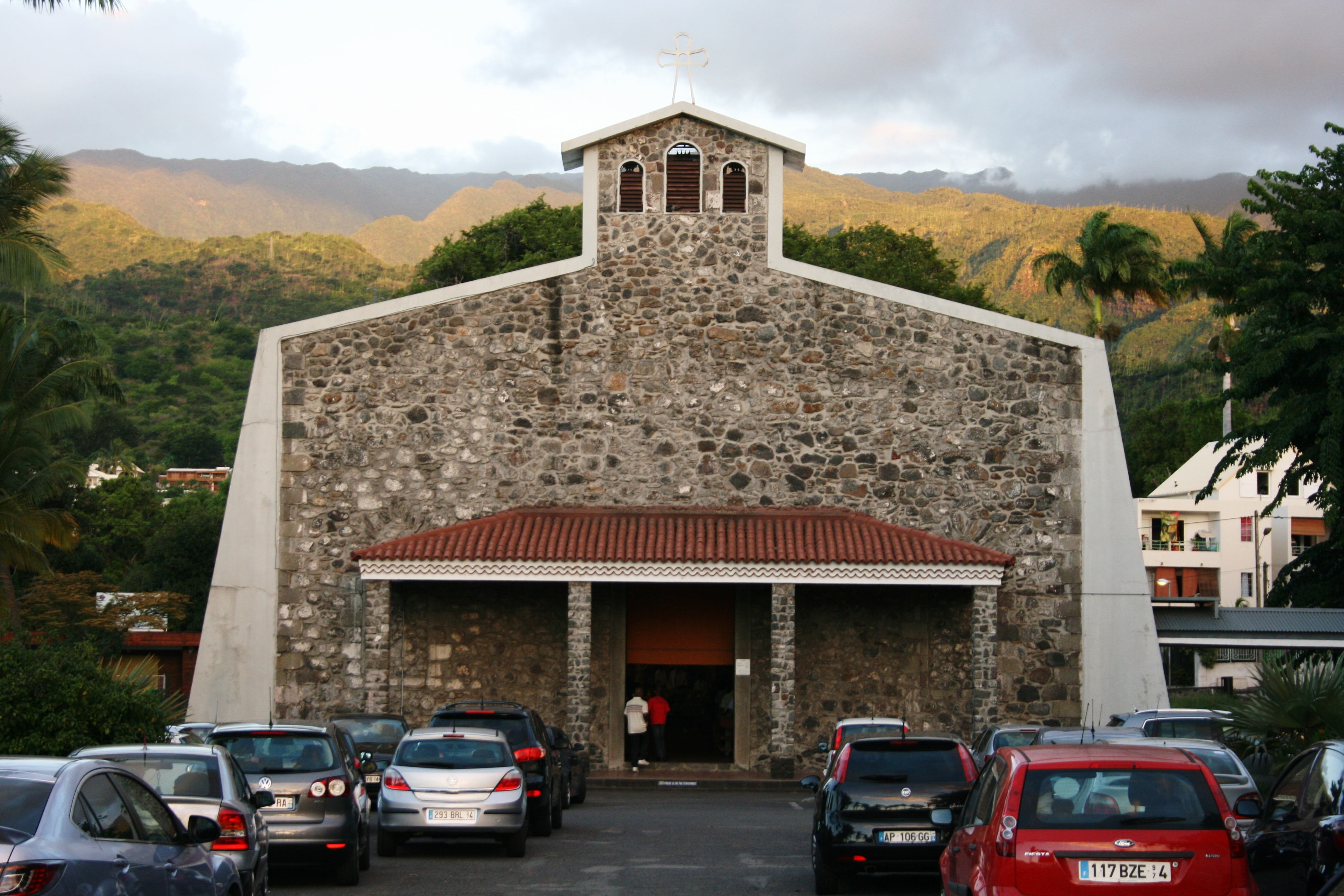
L'église Notre-Dame de l'Assomption à La Possession

## Culture et patrimoine

### Lieux de cultes
- Église Notre-Dame-de-l'Assomption de La Possession. L'église est dédiée à l'Assomption de Marie.
- Église Sainte-Catherine-Labouré de Rivière-des-Galets. L'église est dédiée à sainte Catherine Labouré.
- Église Sainte-Thérèse-d'Avila de Sainte-Thérèse. L'église est dédiée à sainte Thérèse d'Avila.
- Chapelle de la Nouvelle.
- Chapelle Notre-Dame-du-Sacré-Cœur de la Ravine à Malheur.
- Chapelle Sainte-Thérèse-de-l'Enfant-Jésus de Dos-d'Âne.

### Gastronomie
C'est à La Possession qu'en octobre 2022 fut cuisiné le plus gros rougail saucisse de tous les temps avec 330 KG de saucisses, 110 kilos de tomates, 120 kilos d’oignons, des épices en quantité, 1500 barquettes de 250 grammes de riz et 500 kilos de bois pour faire cuire le tout .

### Personnalités liées à la commune
- Delphine Courteaud, Miss Réunion 2008.
- Marie-Isabelle Diaz, doyenne « non officielle » des Français du 4 novembre 2010 à sa mort, à l'automne 2011[20].
- Vanessa Miranville, actuelle[Quand ?] maire de la Possession.
- Eugène Rousse (1928-2019), historien réunionnais, mort à La Possession.

### Héraldique
| Blason | Blasonnement : De gueules au dodo d'argent, au chef d'azur chargé de deux hache adossées d'or. |

- Deux poissons sur les côtés pour la vocation maritime de la commune.
- Le dodo, au centre.
- Les haches pour les armes de Mahé de Labourdonnais.
- Des goélettes, sur le dessus, pour la prise de possession d'antan.

### Quartiers
- Centre
- Ecoquartier ZAC Cœur de Ville
- Boeuf Mort
- Halte Là
- Rivière des Galets (quartier)
- Moulin Joli
- Pichette
- Plateau
- Saint-Laurent (quartier)
- Sainte-Thérèse (quartier)
- Ravine à Malheur (quartier)
- La Grande Chaloupe
- Dos d'Âne
- Mafate